# Aurland
Aurland é uma comuna da Noruega, com 1489 km² de área e 1803 habitantes (censo de 2004).         